# The Essential Mariah Carey
The Essential Mariah Carey è un album di raccolta della cantautrice statunitense Mariah Carey, pubblicato nel 2011.

## Tracce

### Disco 1
1. Vision of Love – 3:30
2. Love Takes Time – 3:48
3. Someday – 4:07
4. I Don't Wanna Cry – 4:49
5. Emotions – 4:09
6. Can't Let Go – 4:27
7. Make It Happen – 5:08
8. I'll Be There (feat. Trey Lorenz) – 4:24
9. Dreamlover – 3:54
10. Hero – 4:18
11. Without You – 3:34
12. Anytime You Need a Friend – 4:26
13. Endless Love (con Luther Vandross) – 4:20
14. Fantasy – 4:04

### Disco 2
1. One Sweet Day (con Boyz II Men) – 4:41
2. Always Be My Baby – 4:18
3. Forever – 4:01
4. Underneath the Stars – 3:33
5. Honey – 4:59
6. Butterfly – 4:34
7. My All – 3:50
8. Sweetheart (feat. Jermaine Dupri) – 4:22
9. When You Believe (con Whitney Houston) – 4:34
10. I Still Believe – 3:54
11. Heartbreaker (feat. Jay-Z) – 4:46
12. Thank God I Found You (feat. Joe & 98 Degrees) – 4:17
13. Can't Take That Away (Mariah's Theme) – 4:32
14. Against All Odds (Take a Look at Me Now) (feat. Westlife) – 3:21
15. All I Want for Christmas Is You (So So Def Remix) (feat. Jermaine Dupri & Lil' Bow Wow) – 3:43